# Everything's OK
Everything's OK è un EP della band pop punk The Queers, pubblicato nel 1998 dalla Hopeless Records.

## Tracce
1. Everything's O.K.
2. Queerbait
3. Get a Life and Live It Loser
4. I Enjoy Being a Boy

## Formazione
- Joe Queer - voce, chitarra
- Jeff Useless - basso, voce
- Rick Respectable - batteria, voce